# Wojna Kartagińczyków z najemnikami
Wojna Kartagińczyków z najemnikami (zwana też wojną bezlitosną) – wewnętrzny konflikt starożytnej Kartaginy w latach 240–237 p.n.e.
Po klęsce w pierwszej wojnie punickiej Kartagina znalazła się w krytycznej sytuacji gospodarczej. Wskutek konieczności zapłaty Rzymowi wysokiej kontrybucji, zabrakło pieniędzy na opłacenie służących w jej armii najemników, których zbuntowało się ponad 20 tysięcy.
Powstańców, na czele których stanęli Libijczyk Matos i niewolnik Spendios, poparły punickie miasta Utyka i Hippo Diarhytus, a także libijscy wieśniacy z opanowanych w 247 p.n.e. przez Hannona obszarów oraz niewolnicy. Rosnące w siłę wojska rebeliantów zagroziły samej Kartaginie.
Na czele dziesięciotysięcznej armii złożonej z obywateli Kartaginy senat postawił najpierw Hannona, a po jego niepowodzeniach, Hamilkara Barkasa. Hamilkar pokonał buntowników nad rzeką Bagradas, a następnie przeciągnął na swoją stronę numidyjskiego księcia Narawasa i wyrwał się z okrążenia. Złapanych buntowników traktował początkowo łagodnie – proponując im powrót do armii punickiej i uwalniając tych którzy odmawiali – lecz wobec rosnącego okrucieństwa buntowników potem nakazał nie brać jeńców. Ponieważ Hamilkar i Hannon jako przeciwnicy polityczni nie potrafili ze sobą porozumieć i skoordynować swoich działań, kartagińskie zgromadzenie ludowe zadecydowało, aby żołnierze sami wybrali sobie jednego dowódcę. Armia opowiedziała się za Hamilkarem, który w 238 p.n.e. rozgromił buntowników pod Prion.
Do powstania dołączyli również mieszkańcy Sardynii, ale wobec niemożności obrony przed kartagińskim korpusem ekspedycyjnym zwrócili się do Rzymu o pomoc. Rzymianie wystosowali stanowcze ultimatum, w którym zażądali od Kartaginy zrzeczenia się Sardynii i Korsyki oraz wypłacenia 1200 talentów srebra, w razie odmowy grożąc nową wojną. Kartagińczycy przyjęli te warunki i w 238 p.n.e. utracili obie wyspy. Ostatnie oddziały rebeliantów zostały pokonane w 237 p.n.e.

## W literaturze
Wojna z najemnikami stanowi historyczne tło romansu Salambo Gustave’a Flauberta.